# مارکوس چانگ
مارکوس چانگ (چینی: 張立昂؛ Pha̍k-fa-sṳ: Chong Li̍p-ngong; متولد ۲۸ مه ۱۹۸۳) بازیگر و خواننده و ترانه‌سرای تایوانی است. او اولین بازی خود را با فیلم کافه در سال ۲۰۱۴ انجام داد. او بیشتر برای نقش‌های اصلی‌اش در مجموعه‌های تلویزیونی بازگشت به سال ۱۹۸۹ (۲۰۱۶)، پشت لبخند تو (۲۰۱۶–۲۰۱۷)، بین (۲۰۱۸) و عاشقانه‌های گمشده (۲۰۲۰) شناخته می‌شود.
چانگ در ۲۸ می ۱۹۸۳ در تایپه، تایوان به دنیا آمد. او یک برادر کوچکتر دارد. چانگ در سن ۱۳ سالگی به همراه خانواده اش به نیوزلند نقل مکان کرد. او برای دبیرستان خود در کالج سنت پیترز شرکت کرد. چانگ در رشته هنرهای نمایشی و مهندسی صدا از دانشگاه اوکلند فارغ‌التحصیل شد.